# یوسف علوی
یوسف علوی (زاده ۲۸ اسفند ۱۳۰۶– درگذشته ۳۱ اردیبهشت ۱۳۹۲)
یوسف علوی یک ریاضی‌دان امریکایی زادهٔ ایران و تخصّص او ترکیبیات و نظریّه گراف بود. او دکترای خود را در سال ۱۳۳۷ از دانشگاه ایالتی میشیگان دریافت کرد. از سال ۱۳۳۷ تا زمان بازنشستگی در سال ۱۳۷۵ استاد ریاضیات دانشگاه میشیگان غربی بود و از سال ۱۳۶۸ تا ۱۳۷۱ ریاست بخش ریاضی را به عهده داشت. عدد اردیش او به دلیل هشت مقالهٔ مشترک با پل اردیش، ۱ است. آنها در کالامزو مرتباً با یکدیگر دیدار داشتند. او در سال ۱۳۶۶ جایزه نخست خدمات برجسته را برای سی سال خدمت در انجمن ریاضی آمریکا، از بخش میشیگان این انجمن دریافت کرد. او از نخستین کسانی بود که مفهوم گراف کاملاً بی‌قاعده را توسعه دادند.